# Massilia arenae
Massilia arenae es una bacteria gramnegativa del género Massilia. Fue descrita en el año 2020, aunque inicialmente se aisló en el 2015. Su etimología hace referencia a arena. Es aerobia. Tiene un tamaño de 0,3-0,4 μm de ancho por 0,7-1,1 μm de largo. Forma colonias circulares, lisas y amarillas en agar LB. Temperatura de crecimiento entre 4-30 °C, óptima de 25 °C. Oxidasa positiva. Tiene un genoma de 5,9 Mpb y un contenido de G+C de 65,1%. Se ha aislado de arena en la meseta tibetana, en China.